# Saint-Silvain-sous-Toulx
 Saint-Silvain-sous-Toulx  es una localidad y comuna de Francia, en la región de Lemosín, departamento de Creuse, en el distrito de Guéret y cantón de Jarnages.
Su población en el censo de 1999 era de 163 habitantes.
Está integrada en la Communauté de communes du Carrefour des Quatre Provinces.

## Demografía
| 205 | 258 | 211 | 191 | 179 | 163 |
| Para los censos de 1962 a 1999 la población legal corresponde a la población sin duplicidades (Fuente: INSEE [Consultar]) |     |     |     |     |     |